# Ehrharta colensoi
Ehrharta colensoi là một loài thực vật có hoa trong họ Hòa thảo. Loài này được Hook.f. mô tả khoa học đầu tiên năm 1853.